# Joachim von Amsberg
Joachim von Amsberg (28 de dezembro de 1903 - 27 de maio de 1981) foi um oficial alemão que serviu na  durante a Segunda Guerra Mundial. Foi condecorado com a Cruz de Cavaleiro da Cruz de Ferro.